# Your Love
Your Love ist ein Lied von The Outfield aus dem Jahr 1986, das von John Spinks geschrieben wurde und auf dem Album Play Deep erschien.

## Geschichte
Der Song handelt von einem Mann, der versucht eine weibliche Bekanntschaft zu einem One-Night-Stand zu überzeugen, während seine Freundin Josie im Urlaub ist.
Die Veröffentlichung des Rock/New-Wave-Songs war am 14. Februar 1986. Im Film Adventureland und einer Werbung von Intuit fand das Lied seine Verwendung. Ebenfalls wird Your Love im Videospiel Grand Theft Auto: Vice City auf dem fiktiven Radiosender Flash FM gespielt.

## Kommerzieller Erfolg

### Chartplatzierungen
| ChartsChartplatzierungen       | Höchstplatzierung | Wochen |
| ------------------------------ | ----------------- | ------ |
| Deutschland (GfK)              | 52 (7 Wo.)        | 7      |
| Vereinigte Staaten (Billboard) | 6 (22 Wo.)        | 22     |
| Vereinigtes Königreich (OCC)   | 83 (2 Wo.)        | 2      |

| ChartsJahrescharts (1986)      | Platzierung |
| ------------------------------ | ----------- |
| Vereinigte Staaten (Billboard) | 62          |

### Auszeichnungen für Musikverkäufe
| Land/Region                  | Auszeichnungen für Musikverkäufe (Land/Region, Auszeichnung, Verkäufe) | Verkäufe |
| ---------------------------- | ---------------------------------------------------------------------- | -------- |
| Dänemark (IFPI)              | Gold                                                                   | 45.000   |
| Portugal (AFP)               | 2× Platin                                                              | 20.000   |
| Spanien (Promusicae)         | Platin                                                                 | 60.000   |
| Vereinigtes Königreich (BPI) | Platin                                                                 | 600.000  |
| Insgesamt                    | 1× Gold · 4× Platin ·                                                  | 725.000  |

## Coverversionen
- 2002: Less Than Jake
- 2004: Wyclef Jean
- 2005: Midtown
- 2005: DJs@Work
- 2006: Topmodelz
- 2007: Katy Perry (Use Your Love)
- 2013: Shane Harper
- 2024: Moguai, David Puentez & Salvatore Mancuso